# 数字生态系统
数字生态系统是一个分布式、自适应、开放的社会技术系统，具有自我組織、可扩展性和可持续性的特性，其灵感来源于自然生态系统。数字生态系统模型借鉴了自然生态系统 。数字商业生态系统的概念是2002年由一群欧洲研究人员和从业人员所提出。